# Grémio Hebraico
A Ordem Independente do Grémio Hebraico, também designada somente como "Grémio Hebraico" assume-se como ordem hebraica independente e foi criada a 13 de Adar II de 5768 do calendário judaico (20 de Março de 2008 do Calendário Gregoriano). A data escolhida para a criação e redacção do Manifesto da Ordem coincide com o dia em que, segundo a Bíblia Hebraica, a Rainha Ester jejuou, fazendo-o em redenção, no sentido de salvar o seu povo do extermínio que Hamã pretendia levar a cabo.

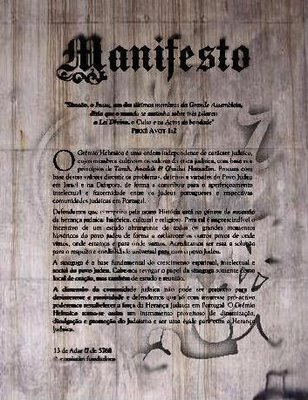
Original do 'Manifesto'.

Sua sede é em Lisboa, Portugal.

## O mote
A criação da Ordem está orientada nos propósitos da Redenção, que simboliza um objetivo pertinente para o povo judeu, no âmbito da defesa do seu legado e protecção da sua herança dos meandros secularizadores.
O Judaísmo, a Lei Divina, o Culto, o desprendimento, a generosidade para com outrem estão na base dos valores professados pelos seus membros. Estes mesmos valores são o mote da Ordem, que é retirado de um tratado de ética judaica do Talmud, denominado por Pirkei Avot: "Simeão, o Justo, um dos últimos membros da Grande Assembleia, dizia que o mundo se sustinha sobre três pilares: a Lei Divina, o Culto e os Actos de Bondade".

## Admissão
A agregação de um membro pode acontecer aquando de um desejo sincero expresso por alguém que, de livre iniciativa, entre em contacto directo com a Ordem. No entanto, normalmente há que cumprir determinados requisitos com vista a especificar a aptidão de cada aspirante face às "responsabilidades de aspecto varonil e de honestidade como membro da Ordem".
O convite de um "fraternu" do seio da Ordem é um mote prioritário para a análise de uma candidatura. Poderão candidatar-se e participar homens e mulheres "de bons costumes, de desejo sincero, livres e que sintam em si a vontade de enaltecer a Ordem com o seu contributo cooperativo". No entanto, aqueles que forem chamados a uma integração mais plena na vida da Ordem realizam o caminho específico da Via Iniciática. Esta é orientada pelos "Homens de Nação", e que tradicionalmente tem raiz para-maçónica masculina.

## Actividades

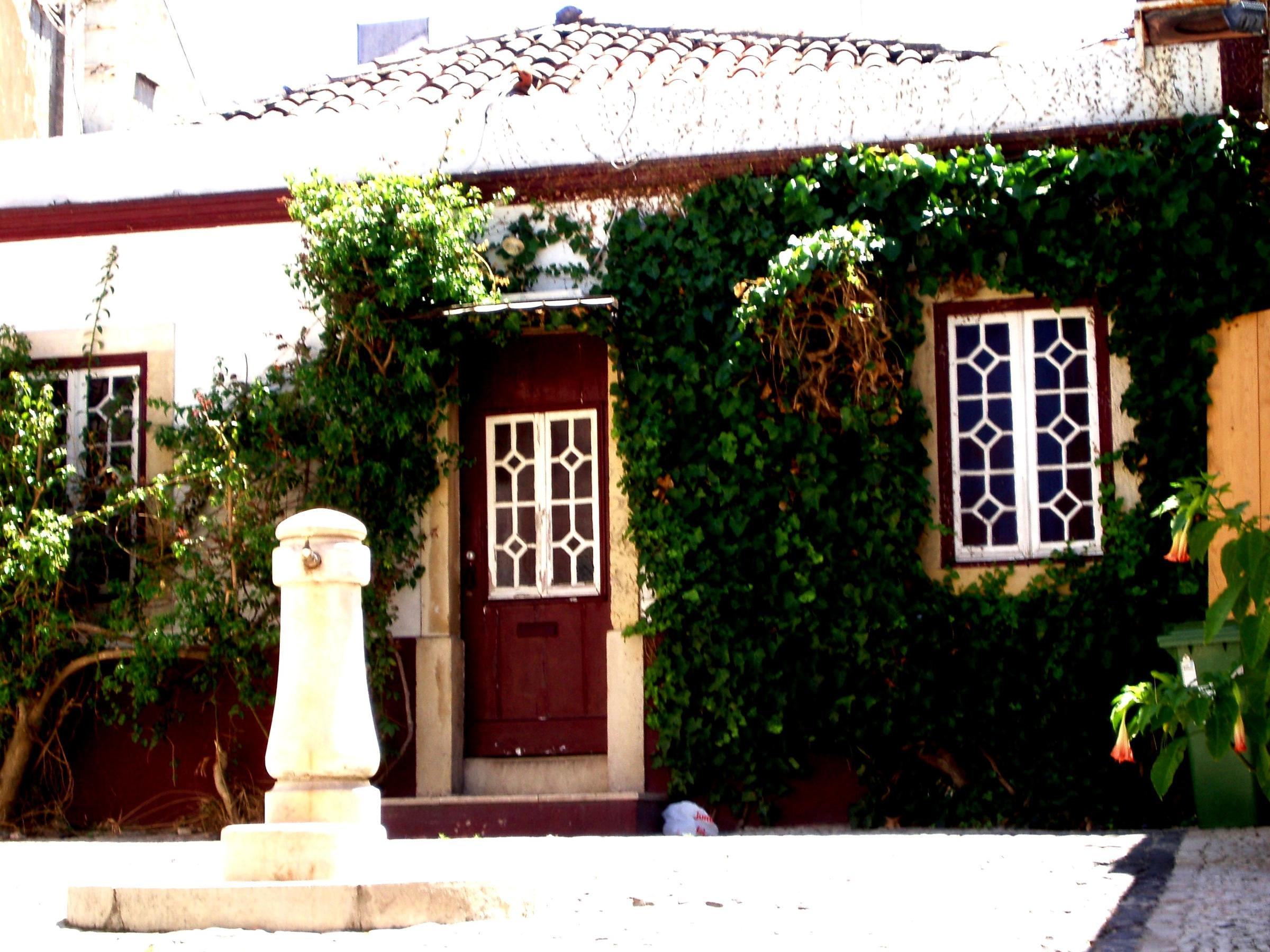
Um dos mais comuns locais de encontro de 'fraternus' em Lisboa.

Os membros procuram discutir problemas, defeitos e virtudes do Povo Judeu em Israel e na Diáspora, com vista a implementar um progresso intelectual e uma maior fraternização entre as comunidades judaicas portuguesas.
A Ordem faz um incansável apelo à participação dos membros no Culto nas sinagogas, no entanto, existem as Tertúlias designadas como uma outra congregação da Ordem, que são encontros de regularidade constante, de carácter informal e em ambiente de confraternização. Com menor regularidade e reservadas especificamente aos "Homens de Nação" existem as Reuniões, que são motivos de encontro para a apresentação de Cadernos com estudos efectuados pelos seus membros, relativos à temática do Judaísmo e que ostentam um carácter formal e ritualista.

## Discrição
A discrição é um dos propósitos desta Ordem, praticada em nome de uma orgânica baseada no escopo de uma acção que não aspira à visibilidade pública. A sua filosofia assenta nos valores da humildade e da modéstia, como expressão social de valores espirituais mais profundos.
A referência fundadora desta Ordem está focada na Bíblia Hebraica. Uma das celebrações de referência bíblica praticada no quadro desta Instituição é a Festa de Purim, onde é ocultado o nome do Todo-Poderoso. Estando Deus presente em qualquer momento da história do mundo, então esta foi a forma de Deus se "dissimular" ritualmente na história de Purim. Esta particularidade expressa, figurativamente, o modo como a Ordem deveria cumprir o seu papel na vida judaica após o Manifesto que simboliza a Redenção. Praticar o altruísmo humanitário, o aprofundamento da Lei Divina e o serviço religioso não é consentâneo com uma exteriorização celebrativa e com manifestações públicas.
Este carácter de discrição é também exprimido pelo motivo de evitar confrontos exteriores nos temas que geram algum incómodo, nomeadamente o antissemitismo e as visões ultradogmáticas.

## Princípios
O Grémio Hebraico rege-se por princípios base de carácter fraternal e religioso: crer, respeitar e amar com lealdade ao Deus Único; Aceitar os princípios da Fé Judaica; cumprir os valores de fraternidade e lealdade para com os membros da Ordem; manter discrição e recato para com a Ordem; assumir com responsabilidade estes valores de forma a não expor ou evidenciar a Ordem fora da mesma; manter um ideal de paz; defender os valores da liberdade e os bons costumes; afirmar a base espiritual da existência humana a partir do aperfeiçoamento pessoal; defender a justiça, proteger e ajudar os necessitados, promovendo a filantropia e o altruísmo; ser fiel à verdade, respeitando a palavra empenhada e evitar o rumor e a maledicência; validar o papel da Sinagoga e dinamizar a Comunidade Judaica.